# Ла-Кресент (Міннесота)
Ла-Кресент (англ. La Crescent) — місто (англ. city) в США, в округах Г'юстон і Вінона штату Міннесота. Населення — 5276 осіб (2020).

## Географія
Ла-Кресент розташована за координатами 43°49′46″ пн. ш. 91°18′7″ зх. д. / 43.82944° пн. ш. 91.30194° зх. д. (43.829466, -91.302038).  За даними Бюро перепису населення США в 2010 році місто мало площу 8,99 км², з яких 7,62 км² — суходіл та 1,38 км² — водойми. В 2017 році площа становила 9,94 км², з яких 8,65 км² — суходіл та 1,29 км² — водойми.

## Демографія
Згідно з переписом 2010 року, у місті мешкало 4830 осіб у 2012 домогосподарствах у складі 1370 родин. Густота населення становила 537 осіб/км².  Було 2126 помешкань (236/км²).
Расовий склад населення:
| - 96,5 % — білих - 0,8 % — чорних або афроамериканців - 0,6 % — азіатів - 0,1 % — корінних американців |

До двох чи більше рас належало 1,8 %. Частка іспаномовних становила 1,1 % від усіх жителів.
За віковим діапазоном населення розподілялося таким чином: 23,5 % — особи молодші 18 років, 59,9 % — особи у віці 18—64 років, 16,6 % — особи у віці 65 років та старші. Медіана віку мешканця становила 42,8 року. На 100 осіб жіночої статі у місті припадало 91,1 чоловіків;  на 100 жінок у віці від 18 років та старших — 88,6 чоловіків також старших 18 років.
Середній дохід на одне домашнє господарство  становив 59 217 доларів США (медіана — 52 275), а середній дохід на одну сім'ю — 69 472 долари (медіана — 60 607). Медіана доходів становила 53 542 долари для чоловіків та 30 983 долари для жінок. За межею бідності перебувало 13,7 % осіб, у тому числі 19,1 % дітей у віці до 18 років та 15,1 % осіб у віці 65 років та старших.
Цивільне працевлаштоване населення становило 2409 осіб. Основні галузі зайнятості: освіта, охорона здоров'я та соціальна допомога — 37,4 %, роздрібна торгівля — 16,1 %, виробництво — 10,0 %, науковці, спеціалісти, менеджери — 9,0 %.